# Antoni Xirau i Palau
Antoni Xirau i Palau (Figueres, Alt Empordà, 22 de febrer 1898 - Bagneux, Illa de França, 6 de setembre 1976) fou un polític i advocat català. Fou germà del filòsof Joaquim Xirau i Palau i del jurista i polític Josep Xirau i Palau.

## Biografia
Era fill de Ramon Xirau i Llorens, advocat, i de Maria del Remei Palau i Reig.
Estudià Dret a la Universitat de Barcelona, on va ser un dels impulsors del Grup Lliure d'Ensenyament, que organitzava conferències als centres obrers. Va fer el servei militar al Marroc amb Josep Tarradellas i des del 1923 exercí d'advocat.
Fou el primer director del diari L'Opinió (1928). El 1930 va formar part de la comissió que redactà el Manifest d'Intel·ligència Republicana, i el març de 1931 participà en la Conferència d'Esquerres, essent un dels membres fundadors d'Esquerra Republicana de Catalunya.
Participà en la redacció de l'Estatut de Núria i a les eleccions generals espanyoles de 1931 fou elegit diputat a les Corts de la Segona República Espanyola, on va defensar l'aprovació de l'estatut. El 1932 fou elegit diputat per la província de Girona al Parlament de Catalunya. Més tard fou conseller de sanitat i assistència social (octubre-desembre de 1932) i agricultura i economia (desembre de 1932-gener de 1933).
El setembre de 1933 fou expulsat d'ERC i esdevingué un dels dirigents que va fundar el Partit Nacionalista Republicà d'Esquerra. Tot i així, defensà la Llei de Contractes de Conreu i participà en els fets del sis d'octubre de 1934, raó per la qual fou empresonat un temps al vaixell Uruguay. A les eleccions generals espanyoles del 1936 va formar part del Front d'Esquerres i es reintegrà a ERC amb la resta del partit. Durant la guerra civil espanyola no va ocupar càrrecs públics, només va mantenir l'acta de diputat. En acabar el conflicte es va exiliar a Mèxic i després a França, on fou membre de comitè executiu d'ERC a l'exili i exercí de professor universitari.

## Obres
- Safreu (1934)
- El meu poble i altres poemes (1953)
- Almogàvers (1954)